# Migrationshintergrund
Migrationshintergrund ist ein uneinheitlich definiertes soziodemographisches Merkmal, das Personen beschreibt, die selbst oder deren Vorfahren aus einem Staat in einen anderen eingewandert sind oder deren Vorfahren nicht die Staatsangehörigkeit des Ziellandes besessen haben.
Der Begriff wurde erstmals 1998 von Ursula Boos-Nünning im 10. Kinder- und Jugendbericht verwendet. Er wird als Konzept vor allem in den deutschsprachigen Ländern verwendet. Die Definitionen knüpfen meist an die Staatsangehörigkeit oder den Geburtsort an. So haben in Deutschland (bzw. laut Statistischem Bundesamt) Personen einen Migrationshintergrund, die selbst oder deren Vater oder Mutter nicht mit deutscher Staatsangehörigkeit geboren wurden. In Österreich bezeichnet er Personen, deren Elternteile beide im Ausland geboren wurden; je nach eigenem Geburtsort wird zudem unterschieden in Migranten der ersten und der zweiten Generation. In der Schweiz wird der Begriff unabhängig von der Staatsangehörigkeit definiert.
2019 lebten in Deutschland nach offizieller Definition 21,2 Millionen Menschen mit Migrationshintergrund, was einem Bevölkerungsanteil von etwa 26 % entspricht.

## Deutschland

### Begriffsgeschichte

Anteil der Einwohner mit Migrationshintergrund im Jahr 2019

Bei dem Begriff Migrationshintergrund handelt es sich um einen Neologismus, der von der Essener Pädagogikprofessorin Ursula Boos-Nünning in den 1990er Jahren erstmals verwendet wurde. Der Begriff leitet sich vom englischen Begriff „migration background“ ab und wurde von Boos-Nünning übersetzt. Der Begriff war eine Reaktion auf eine veränderte Demographie: Mit eingebürgerten Personen, Spätaussiedlern (mit deutscher Staatsangehörigkeit) und in Deutschland geborenen Kindern von Ausländern, die nach einer Gesetzesreform unter bestimmten Voraussetzungen die deutsche Staatsangehörigkeit besaßen, lebten zu Beginn des 21. Jahrhunderts mehr als 7 Millionen Menschen in Deutschland, deren Migrationserfahrungen berücksichtigt werden sollten. Das zuvor verwendete Kriterium der Staatsangehörigkeit bzw. Staatenlosigkeit griff zu kurz, um gesellschaftliche Integrationsprozesse auch von eingebürgerten Zugewanderten der ersten Generation und ihren Nachkommen zu beschreiben, so dass zusätzlich das neue Kriterium verwendet wurde.
Das Statistische Bundesamt berief sich bei der Definition des Begriffs für den Mikrozensus 2005 seinerseits darauf, der Begriff sei „in Wissenschaft und Politik seit langem geläufig“. Er werde „trotz seiner Sperrigkeit immer öfter verwendet.“ Er drücke aus, „dass zu den Betroffenen nicht nur die Zuwanderer selbst – d. h. die eigentlichen Migranten – zählen sollen, sondern auch bestimmte ihrer in Deutschland geborenen Nachkommen.“ Das Amt räumt allerdings ein, dass es schwierig sei, den Begriff „Menschen mit Migrationshintergrund“ trennscharf zu verwenden. So taucht der Begriff etwa 1998 im zehnten Kinder- und Jugendbericht des Deutschen Jugendinstituts auf, sowie in der PISA-Studie von 2003. Im Jahr 2005 wurde der Begriff offiziell als Ordnungskriterium der amtlichen Statistik des Mikrozensus aufgenommen, was laut dem Migrationsforscher Klaus Bade „von Sachkennern schon seit Jahren“ gefordert worden war.

### Definition

#### Definition des Statistischen Bundesamtes 2005
Seit dem Mikrozensus 2005 unterscheiden die Statistischen Landesämter und das Statistische Bundesamt zwischen der Bevölkerung mit Migrationshintergrund und der Bevölkerung ohne Migrationshintergrund. Diese Unterscheidung erfolgt durch eine indirekte Ermittlung von Daten zum Migrationshintergrund. Grundlage dafür ist eine Änderung des Mikrozensusgesetzes von 2004, das die Aufnahme von Fragen zur Feststellung des Migrationshintergrundes in den Befragungen 2005 bis 2012 vorsieht. Konkret werden Angaben zur Zuwanderung, Staatsangehörigkeit und Einwanderung des jeweiligen Befragten sowie dessen Eltern erfragt. Als Personen mit Migrationshintergrund (im weiteren Sinn) definiert werden „alle nach 1949 auf das heutige Gebiet der Bundesrepublik Deutschland Zugewanderten, sowie alle in Deutschland geborenen Ausländer und alle in Deutschland als Deutsche Geborenen mit zumindest einem nach 1949 zugewanderten oder als Ausländer in Deutschland geborenen Elternteil“. Die zwecks Vergleichbarkeit im Zeitverlauf ebenfalls verwendete Definition von Menschen mit Migrationshintergrund im engeren Sinn ist dieselbe, außer dass diese Definition von Geburt an deutsche Zuwandererkinder, die nicht mehr bei den Eltern oder einem Elternteil wohnen, nicht mit einschließt.
Definitionsgemäß gehören auch Spätaussiedler und deren Kinder zu den Personen mit Migrationshintergrund. Diese Personen müssen keine eigene Migrationserfahrung haben. In Deutschland reicht eine Migrationserfahrung eines Elternteiles aus, um als Person mit Migrationshintergrund klassifiziert zu werden, während beispielsweise in Österreich eine Migrationserfahrung beider Elternteile erforderlich ist.
Jede dritte Person mit Migrationshintergrund lebt seit ihrer Geburt in Deutschland.
Im Jahr 2006 lebten nach dieser Definition 15,3 Millionen Menschen mit Migrationshintergrund in Deutschland, dies entsprach 18,6 % der Bevölkerung. Im Jahr 2009 stieg die Zahl der Personen mit Migrationshintergrund in Deutschland auf 16 Millionen oder 19,6 % der Bevölkerung. Das Wachstum ist auf den Anstieg der Zahl der deutschen Staatsbürger mit Migrationshintergrund zurückzuführen, da die Zahl der Ausländer in Deutschland seit circa zehn Jahren bei 7,2 Millionen stagniert.
Mit 10,4 Millionen stellen die seit 1950 Zugewanderten – das ist die Bevölkerung mit eigener Migrationserfahrung – zwei Drittel aller Personen mit Migrationshintergrund. 2006 hatten 7,3 Millionen bzw. 8,9 % der Bevölkerung oder 47 % der Menschen mit Migrationshintergrund eine ausländische Staatsangehörigkeit. Menschen mit Migrationshintergrund und deutscher Staatsangehörigkeit umfassten 2006 7,9 Millionen bzw. 9,5 % der Bevölkerung oder 53 % der Menschen mit Migrationshintergrund. Personen mit Migrationshintergrund sind im Durchschnitt deutlich jünger als jene ohne Migrationshintergrund (33,8 gegenüber 44,6 Jahre). In den jungen Alterskohorten sind sie stärker vertreten als in den alten. Bei den unter Fünfjährigen stellen Personen mit Migrationshintergrund im Jahr 2008 ein Drittel dieser Bevölkerungsgruppe.

##### Änderung 2011
Beim Zensus 2011 wurde eine leicht veränderte Definition des Migrationshintergrundes zugrunde gelegt. Es wurde hierbei nicht die Zuwanderung nach 1949, sondern nach 1955 abgefragt.

##### Änderung 2016
2016 änderte das Statistische Bundesamt im Rahmen einer „Typisierung des Migrationshintergrundes“ die Definition, sodass sie nun „leichter verständlich“ sei. Sie lautet nun:
„Eine Person hat einen Migrationshintergrund, wenn sie selbst oder mindestens ein Elternteil nicht mit deutscher Staatsangehörigkeit geboren wurde. Im Einzelnen umfasst diese Definition zugewanderte und nicht zugewanderte Ausländer, zugewanderte und nicht zugewanderte Eingebürgerte, (Spät-)Aussiedler sowie die als Deutsche geborenen Nachkommen dieser Gruppen.“
Zur Begründung, warum die alte Definition unzulänglich war, erklärt das Statistische Bundesamt:
„Daneben gibt es noch eine kleine Gruppe von Personen, die mit deutscher Staatsangehörigkeit im Ausland geboren sind und deren beide Eltern keinen Migrationshintergrund haben. Im Mikrozensus 2015 betrifft dies hochgerechnet 25.000 Personen. Diese Personen wurden während eines Auslandsaufenthalts der Eltern geboren, z. B. während eines Auslandsstudiums oder einer Beschäftigung im Ausland. Diese im Ausland geborenen Personen haben aber keinen Migrationshintergrund, weil sie selbst und ihre Eltern mit deutscher Staatsangehörigkeit geboren sind. Kinder von Eltern ohne Migrationshintergrund können keinen Migrationshintergrund haben.“
Nach der neuen Definition hängt der Migrationshintergrund nicht mehr vom Zeitpunkt der Zuwanderung einer Person in das Gebiet Deutschlands ab. Gleichwohl schränkt das Statistische Bundesamt ein: „Die Vertriebenen des Zweiten Weltkrieges und ihre Nachkommen gehören nicht zur Bevölkerung mit Migrationshintergrund, da sie und ihre Eltern mit deutscher Staatsangehörigkeit geboren sind.“ Dass Personen wie Sudetendeutsche oder Statusdeutsche meist tatsächlich ohne deutsche Staatsangehörigkeit geboren sind, fließt offenbar nicht in diese Begriffsbildung ein.
Die neue Definition findet sich erstmals in einer im September 2016 verbreiteten Erklärung „Bevölkerung mit Migrationshintergrund auf Rekordniveau“, während im Statistischen Jahrbuch 2016 noch die alte Definition verwendet wird.

#### Weitere Definitionen
Eine der Definition des Statistischen Bundesamts von 2005 ähnelnde Regelung wurde staatlicherseits in der Migrationshintergrund-Erhebungsverordnung vom 29. September 2010 gegeben, die für den Bereich der Bundesagentur für Arbeit gilt, sie lautet:
„Ein Migrationshintergrund liegt vor, wenn
1. die Person nicht die deutsche Staatsangehörigkeit besitzt oder
2. der Geburtsort der Person außerhalb der heutigen Grenzen der Bundesrepublik Deutschland liegt und eine Zuwanderung in das heutige Gebiet der Bundesrepublik Deutschland nach 1949 erfolgte oder
3. der Geburtsort mindestens eines Elternteiles der Person außerhalb der heutigen Grenzen der Bundesrepublik Deutschland liegt sowie eine Zuwanderung dieses Elternteiles in das heutige Gebiet der Bundesrepublik Deutschland nach 1949 erfolgte.“[21]

Nach Art. 3 GG wie nach dem Allgemeinen Gleichbehandlungsgesetz (AGG) ist es verboten, mit der „ethnischen Herkunft“ eines Menschen Rechtsfolgen zu verbinden. Niemand darf also, weil er selbst oder seine Vorfahren nach Deutschland zugewandert sind, diskriminiert oder bevorzugt werden.
Zwei Jahre nach Inkrafttreten des Integrations- und Partizipationsgesetzes in Berlin, das eine Erfassung des Anteils von Personen mit Migrationshintergrund in verschiedenen gesellschaftlichen Gruppen vorsieht, gab der Senat 2012 in einer Antwort auf eine Abgeordnetenanfrage bekannt, dass korrekte Messungen im öffentlichen Dienst oder unter Politikern Befragungen erfordern würden, die rechtlich nicht zulässig sind. Deswegen überarbeitete das Land Berlin schließlich die Gesetzgebung, und das Abgeordnetenhaus verabschiedete am 17. Juni 2021 das Gesetz zur Neuregelung der Partizipation im Land Berlin, das am 16. Juli 2021 in Kraft trat. In ihm ist als Artikel 1 das das bisherige Integrations- und Partizipationsgesetz ersetzende Gesetz zur Förderung der Partizipation in der Migrationsgesellschaft des Landes Berlin (Partizipationsgesetz – PartMigG) enthalten, das festlegt, wie der Migrationshintergrund erfasst werden soll. Paragraf 3 Abs. 2 PartMiG legt fest: „Eine Person verfügt über einen Migrationshintergrund, wenn sie selbst oder mindestens ein Elternteil die deutsche Staatsangehörigkeit nicht durch Geburt besitzt“. Paragraf 8 Abs. regelt wiederum, wie dieser Migrationshintergrund zu erfassen ist: „Die öffentlichen Stellen nach § 4 Absatz 1 erheben nach Einholung einer schriftlichen Einwilligung bei den sich bewerbenden Personen sowie bei den Beschäftigten, ob es sich bei ihnen um Personen mit Migrationshintergrund handelt. Die Daten werden zum Zwecke der Umsetzung von Maßnahmen nach diesem Abschnitt und für statistische Zwecke erhoben. Benachteiligungen aufgrund von Angaben oder fehlenden Angaben zum Migrationshintergrund sind verboten. Die Einwilligung kann jederzeit ohne Angabe von Gründen bei der erhebenden Stelle widerrufen werden. Im Falle des Widerrufs sind die Daten unverzüglich zu löschen und der widerrufenden Person eine Bestätigung des Widerrufs zu übermitteln“. Auf dieser Grundlage ist dann gemäß Paragraf 9 Abs. 1 für „jede Besoldungs-, Vergütungs- und Entgeltgruppe sowie jede Vorgesetzten- und Leitungsebene […] festzustellen, ob Personen mit Migrationshintergrund gemäß ihrem Anteil an der Berliner Bevölkerung beschäftigt sind. Die Zahl der Auszubildenden sowie Beamtenanwärterinnen und Beamtenanwärter, getrennt nach mit oder ohne Migrationshintergrund, Laufbahn oder Berufsfachrichtung und Ausbildungsberuf ist darzustellen“.
Gleichzeitig wurde wegen Kritik an dem Konzept des Migrationshintergrundes im neuen Paragraf 3 Abs. 1 des PartMiG die neue, einen deutlich weiteren Personenkreis umfassende Kategorie der „Person mit Migrationsgeschichte“ eingeführt, als solche gelten neben Personen mit Migrationshintergrund auch „Personen, die rassistisch diskriminiert werden und Personen, denen ein Migrationshintergrund allgemein zugeschrieben wird. Diese Zuschreibung kann insbesondere an phänotypische Merkmale, Sprache, Namen, Herkunft, Nationalität und Religion anknüpfen“. An diese Definition sind Rechtsfolgen geknüpft, indem Paragraf 19 Abs. 2 für den in jedem Berliner Bezirk zu bildenden Bezirksbeirat für Partizipation und Integration festlegt: „Der Bezirksbeirat besteht aus Vertretungen von Menschen mit Migrationsgeschichte sowie aus Vertretungen, die aufgrund ihrer Kenntnisse in Fragen der Partizipation, der Integration und gleichberechtigten Teilhabe von Menschen mit Migrationsgeschichte einen Beitrag zur Arbeit des Bezirksbeirates leisten können. Die Vertretungen von Menschen mit Migrationsgeschichte sollen die Mehrheit bilden“.

### Neue Definition „Einwanderungsgeschichte“
Im März 2023 wurden Ergebnisse des Mikrozensus zur Bevölkerung „mit Einwanderungsgeschichte“ veröffentlicht. Eine „Einwanderungsgeschichte“ hat diesem Konzept zufolge eine Person, wenn sie selbst eingewandert ist oder ihre Elternteile beide seit dem Jahr 1950 auf das heutige Staatsgebiet Deutschlands eingewandert sind.
Bei der Veröffentlichung der Ergebnisse des Zensus 2022 Ende Juni 2024 teilte das Statistische Bundesamt mit, dass das „Konzept der Einwanderungsgeschichte [...] das Konzept des Migrationshintergrund aus dem Zensus 2011“ ersetzt. Das neue Konzept erscheint nunmehr in den Ausprägungen „Mit Einwanderungsgeschichte“, „Eingewanderte“, „Nachkommen von Eingewanderten“, „Mit einseitiger Einwanderungsgeschichte“ und „Ohne Einwanderungsgeschichte“. Hierbei wurde eine neugeschaffene Definition der Einwanderungsgeschichte bekannt gegeben: „Eine Einwanderungsgeschichte haben Personen, die entweder selbst oder deren beide Elternteile nach Deutschland eingewandert sind. Es gilt der Staat einer Person zum Zeitpunkt ihrer Geburt. Personen, die vor dem 2. August 1945 geboren wurden, werden anhand der Grenzen des Deutschen Reiches vom 31. Dezember 1937 ausgewertet. Personen, die nach dem 2. August 1945 geboren wurden, werden anhand der Grenzen der heutigen Bundesrepublik typisiert. Die Information zur Nachkommenschaft von gewanderten Personen, unabhängig von beid- oder einseitiger Einwanderungsgeschichte, kann nur für Personen gleich und unter 18 Jahren, die in derselben Gemeinde der Eltern gemeldet sind, ausgewiesen werden.“ Damit haben nunmehr auch alle deutschen Personen, die irgendwann vor 1945 in den ab 1938 annektierten Gebieten geboren wurden, eine Einwanderungsgeschichte, ebenso diejenigen, die nach dem 2. August 1945, aber noch vor der Vertreibung in den Gebieten östlich der Oder-Neiße-Linie geboren wurden.

#### Abweichende Definitionen einzelner Bundesländer
Die Bundesländer verwenden für ihre Zwecke eigene Definitionen. Laut der bis einschließlich 2010 in Nordrhein-Westfalen angewandten Definition hat einen Migrationshintergrund, wer eine ausländische Staatsangehörigkeit hat oder nach 1949 in das Gebiet der heutigen Bundesrepublik Deutschland zugewandert ist oder mindestens einen zugewanderten oder ausländischen Elternteil hat; in der seit 2011 angewandten Definition spielt die Staatsangehörigkeit der Eltern keine Rolle mehr.
Mit dem Gesetzesentwurf von 2016 für ein Bayerisches Integrationsgesetz wurde beabsichtigt, den Deutschen mit Migrationshintergrund auch Personen mit einem Eltern- oder einem Großelternteil gleichzustellen, der nach Abschluss der Wanderungsbewegungen im Zusammenhang mit dem Zweiten Weltkrieg nach Deutschland zugewandert ist.
In diesem Artikel wird, so nicht anders angegeben, von der Definition des Statistischen Bundesamts ausgegangen.

#### Verwendung des Begriffs
Der Begriff „Mensch mit Migrationshintergrund“ ist nicht synonym mit den Begriffen „Ausländer“, „Zuwanderer“ oder „Migrant“, wird aber oft fälschlicherweise so verwendet:
- Eine Einbürgerung ändert nichts am Status „mit Migrationshintergrund“.
- Es gibt Ausländer, die bereits vor 1950 nach Deutschland migriert und bislang nicht eingebürgert sind. Nach der ursprünglichen Definition der Statistik sind weder sie noch ihre Nachkommen „Menschen mit Migrationshintergrund“, nach der späteren Definition der Migrationshintergrund-Erhebungsverordnung von 2010 aber doch.
- Auch Menschen, die als Deutsche nach Deutschland zugewandert sind (vor allem Spätaussiedler, aber auch zufällig im Ausland geborene Kinder deutscher Eltern) sind gemäß der Definition von 2005 oder 2011 „Menschen mit Migrationshintergrund“.
- Auch Menschen, die als Deutsche in Deutschland geboren sind und deutsche Eltern haben, können einen Migrationshintergrund haben. Und umgekehrt sind Menschen mit Migrationshintergrund (nach der Definition von 2016) nicht notwendigerweise selbst migriert.
- Deutsche mit einem ausländischen Elternteil, der niemals nach Deutschland zugewandert ist, haben nach der Definition von 2016 einen Migrationshintergrund, hätten aber nach der Definition von 2005 oder 2011 keinen Migrationshintergrund.
- Ein seit am 1. Januar 2000 oder später im Inland geborenes Kind ausländischer Eltern ist unter bestimmten Bedingungen Deutscher, siehe: Optionspflicht bis 19. Dezember 2014, Neuregelung der Optionspflicht ab 20. Dezember 2014.

Im Zuge der Debatte um die Integrationspolitik wird die Integration von Ausländern, Zugewanderten und Menschen mit Migrationshintergrund in der aktuellen politischen Debatte in Deutschland häufig als „Integration von Menschen mit Migrationshintergrund“ bezeichnet.
Der Begriff „Migrationshintergrund“ hat sich in den Medien und auch in der Alltagssprache stark verbreitet, wobei die Verwendung nicht immer korrekt ist. So ersetzt der Begriff „Menschen mit Migrationshintergrund“ häufig den früher verbreiteten Begriff „ausländische Mitbürger“. Ungenauerweise wird der Begriff „Person mit Migrationshintergrund“ oft durch das kürzere Wort „Migrant“ ersetzt. Wenn dieses, etwa in einem Zahlenvergleich sozialer Gruppen, an anderer Stelle mit anderer Bedeutung erneut verwendet wird, kann es zu Verwirrung kommen.
Auch der Begriff „Menschen mit Migrationshintergrund“ wurde von dem als „Euphemismus-Tretmühle“ bekannten Mechanismus erfasst. Bei vielen stellen sich inzwischen dieselben Konnotationen wie bei dem Begriff „Ausländer“ ein. In einigen Auswahlverfahren wurde „Migrationshintergrund“ als „Unwort des Jahres“ vorgeschlagen. Die Tageszeitung (taz) rief ihre Leser Ende des Jahres 2010 auf, einen neuen Begriff vorzuschlagen. Am häufigsten wurden „Mensch“, „Ausländer“, „Neudeutsche“, „Einwanderer“, „Neubürger“ und „Immigrant“ vorgeschlagen – aber keiner der Vorschläge konnte die Redaktion überzeugen: „So bleibt die Erkenntnis, dass sich viele ein anderes Wort wünschen, aber leider kein richtig Griffiges zur Hand ist.“
Inzwischen wird der Begriff in den Medien auch scherzhaft in nicht-politischen Kontexten verwendet („Deutsche Wörter und ihr Migrationshintergrund“, „Übelkeit mit Migrationshintergrund“, „Königsspeise mit Migrationshintergrund“).

#### Synonyme und Antonyme
Zunehmend wird als Synonym für Migrationshintergrund auch die Bezeichnung Zuwanderungsgeschichte verwendet, also zum Beispiel „Menschen mit Zuwanderungsgeschichte“, die der frühere nordrhein-westfälische Integrationsminister Laschet geprägt hat.
Mit Bezug auf Bevölkerungsgruppen bedeuten die Fremdwörter allochthon und autochthon dasselbe wie „mit Migrationshintergrund“ beziehungsweise „ohne Migrationshintergrund“. In Bezug auf Deutschland wird für Menschen ohne Migrationshintergrund auch die kontroverse Bezeichnung Biodeutscher verwendet.
Zu beachten ist, dass der Begriff des deutschstämmigen Deutschen kein Gegenbegriff zum Begriff Menschen mit Migrationshintergrund ist, denn letzterer schließt auch deutschstämmige Zuwanderer mit deutscher Staatsangehörigkeit (z. B. Spätaussiedler) und deren Abkömmlinge ein, die somit unter beide Begriffe fallen. Auch Kinder aus binationalen Familien können aufgrund ihrer internationalen Wurzeln unter Umständen zugleich „deutschstämmige Deutsche“ und „mit Migrationshintergrund“ sein.
Für eingebürgerte Personen mit Migrationshintergrund wird auch die abwertende Bezeichnung Passdeutsche verwendet. Als Passdeutsche wurden zunächst vor allem Spätaussiedler bezeichnet, die nach dem Recht des Herkunftslandes zur deutschen Nationalität zählten und die gegenüber anderen Migranten bei der Erlangung der deutschen Staatsbürgerschaft eine privilegierte Rechtsposition einnahmen. Obwohl vielfach als ausländische Einwanderer wahrgenommen, galten sie rechtlich nicht als Ausländer. Später erfuhr der Begriff eine Neubewertung, vor allem in Kreisen der Neuen Rechten, als abwertender Ausdruck für Deutsche mit Migrationshintergrund. Eine „passdeutsche“ Identität wird dabei häufig dem Konzept der Volksdeutschen gegenübergestellt.

#### Kritik an der KategorieMigrationshintergrund
An der Verwendung des Begriffs in Definition wurde auch Kritik laut. Auf einer Fachtagung des Berliner Instituts für empirische Integrations- und Migrationsforschung von Ende 2015 zur Verwendung, Wirkung und Bewertung von empirischen Daten im Kontext der Einwanderungsgesellschaft waren sich die teilnehmenden Fachleute einig, dass der Migrationshintergrund weder „umfassend sichtbar mache, wer in Deutschland Migrationsbezüge hat“, noch „in brauchbarer Weise Daten über die Zugehörigkeit zu einer Minderheit“ liefere. Die Sozialanthropologin Anne-Kathrin Will erklärte in diesem Zusammenhang, die Verwendung des Begriffs könne einem „ethnisch-konnotierten“ Verständnis von Deutschsein Vorschub leisten, demzufolge „nur deutsch ist, wer von Deutschen abstammt – trotz der Reform des Staatsangehörigkeitsrechts“. Auch der Soziologe Kenneth Horvath kritisierte, dass der Migrationshintergrund als Differenzkategorie dazu diene, das „Andere“ zu bestimmen und dabei in der ethnisierenden Tradition von Begriffen wie Ausländer stehe. Das Konzept erfasse zudem statistisch einerseits nicht all diejenigen, die damit „gemeint“ seien, zähle aber andererseits Menschen, um die es eigentlich im Diskurs um Migrationshintergründe nicht gehe. Der Begriff werde außerdem wegen seiner „essenzialisierenden und stigmatisierenden Potenziale“ von vielen damit Bezeichneten abgelehnt. Die von der Bundesregierung berufene unabhängige Fachkommission Integrationsfähigkeit empfahl in ihrem Bericht 2021, die statistische Kategorie Migrationshintergrund aufzugeben, weil dieser mittlerweile eine sehr große und heterogene Gruppe umfasse, auf analytischer Ebene Staatsangehörigkeit und Migrationserfahrung vermische, unnötig komplex sei und die Ursachen von Ungleichheiten eher verschleiere als erkläre. Für Menschen, die sich nicht mit dem Etikett identifizierten, gebe es keine Möglichkeit, ihm zu „entkommen“. Die Kommission empfiehlt stattdessen, von „Eingewanderten und ihren (direkten) Nachkommen“ zu sprechen, wenn von Eingewanderten und Kindern von zwei Eingewanderten die Rede ist.
In seiner Rede zum 60. Jahrestag des deutsch-türkischen Anwerbeabkommens sagte Bundespräsident Frank-Walter Steinmeier, es sei Zeit für einen Perspektivwechsel, und erklärte: „Wenn heute über ein Viertel der Menschen einen sogenannten Migrationshintergrund hat, die meisten von ihnen hier geboren, warum zeigen wir dann überhaupt noch auf andere Menschen und sagen, ‚das sind Menschen mit Migrationshintergrund‘, als seien sie irgendwie anders, außergewöhnlich, fremder als ‚Wir‘? Wer ist denn dieses ‚Wir‘? Nein, meine Damen und Herren, Sie sind nicht ‚Menschen mit Migrationshintergrund‘ – wir sind ein Land mit Migrationshintergrund!“
Der Soziologe Aladin El-Mafaalani meint, unter dem Begriff „Migrationshintergrund“ werde viel zu viel zusammengefasst. Es werde suggeriert, die so beschriebene Gruppe wäre in irgendeiner Weise homogen. In Wahrheit sei sie aber deutlich heterogener als die Gruppe ohne Migrationshintergrund. Manche seien selbst zugewandert, andere gehören der zweiten oder gar dritten Generation an, manche sprechen nur Deutsch, andere vor allem ihre Herkunftssprache. Herkunftsland, ethnische Herkunft, Religion und Bildungshintergrund seien höchst unterschiedlich. Man könne diese Gruppe nicht über einen Kamm scheren. Sie sei gewissermaßen „superdivers“.

### Statistik

#### Statistik nach Zensus 2011
Gemäß dem Zensus 2011 hatten in Deutschland 18,9 % der Bevölkerung einen Migrationshintergrund. Dabei konzentriert sich die migrantische Bevölkerung insbesondere in den Ballungsgebieten Süd- und Westdeutschlands von München bis zum Ruhrgebiet. Im Jahr 2011 hatten in Frankfurt am Main 42,7 Prozent, in Stuttgart 38,6 Prozent und in Nürnberg 36,2 Prozent der Bevölkerung einen Migrationshintergrund.

#### Statistik 2015
Im Jahr 2015 hatten in Deutschland 21 Prozent der Bevölkerung oder 17,1 Millionen Menschen einen Migrationshintergrund, was eine Steigerung von 4,4 % gegenüber dem Vorjahr bedeutet. Der Großteil der Menschen, die im Jahr 2015 nach Deutschland kamen, ist hier noch nicht erfasst.

#### Statistik 2019
Im Jahr 2019 hatten in Deutschland 26 % der Bevölkerung oder 21,2 Millionen Menschen einen Migrationshintergrund, was eine Steigerung von 2,1 % gegenüber dem Vorjahr bedeutet.
Im Jahr 2019 waren etwa 52 % der Bevölkerung mit Migrationshintergrund (11,1 Millionen Menschen) deutsche Staatsangehörige und knapp 48 % Ausländer (10,1 Millionen Menschen). Dabei ist die überwiegende Mehrheit der ausländischen Bevölkerung mit Migrationshintergrund selbst zugewandert (85 %), bei den Deutschen mit Migrationshintergrund waren es 46 %, die selbst zugewandert waren.
Von den Deutschen mit Migrationshintergrund besitzen 51 % die deutsche Staatsangehörigkeit seit Geburt. Sie haben einen Migrationshintergrund, weil mindestens ein Elternteil ausländisch, eingebürgert, oder (Spät-)Aussiedlerin oder Aussiedler ist. Weitere 25 % sind eingebürgert, 23 % sind selbst als (Spät-)Aussiedlerin oder Aussiedler nach Deutschland gekommen und circa 1 % besitzt die deutsche Staatsangehörigkeit durch Adoption.
| Migrationsstatus                                                 | Anzahl in 1000 | in %  |
| Bevölkerung in Privathaushalten insgesamt                        | 81.848         | 100,0 |
| ---------------------------------------------------------------- | -------------- | ----- |
| ohne Migrationshintergrund                                       | 60.603         | 74,0  |
| mit Migrationshintergrund                                        | 21.246         | 26,0  |
| davon Deutsche mit Migrationshintergrund                         | 11.125         | 13,6  |
| davon zugewanderte Deutsche mit Migrationshintergrund            | 5.125          | 6,3   |
| davon in Deutschland geborene Deutsche mit Migrationshintergrund | 6.000          | 7,3   |
| davon Ausländer                                                  | 10.121         | 12,4  |
| davon zugewanderte Ausländer                                     | 8.556          | 10,5  |
| davon in Deutschland geborene Ausländer                          | 1.564          | 1,9   |

#### Statistik 2022
Laut einer Auswertung auf Grundlage des Mikrozensus 2022 lag der Anteil von Menschen mit Einwanderungsgeschichte an allen Erwerbstätigen bei 25 Prozent.

### Zusammensetzung der Bevölkerungsgruppen mit Migrationshintergrund

#### Nach Religionszugehörigkeit
Nach den Ergebnissen des Zensus 2011 sind 29,0 Prozent der Bevölkerung mit Migrationshintergrund römisch-katholisch, 15,9 % Mitglied einer evangelischen Landeskirche, 6,5 % sind christlich-orthodox, 0,5 % gehören zu jüdischen Gemeinden. Muslime sind vorläufig mit in der Kategorie „keiner öffentlich-rechtlichen Religionsgesellschaft zugehörig“ enthalten, die insgesamt 36,1 % der Bevölkerung mit Migrationshintergrund ausmacht.

#### Nach Status und Generationszugehörigkeit
Nach Aussagen des Statistischen Bundesamtes setzte sich die Menge der Menschen mit Migrationshintergrund im Jahr 2023 folgendermaßen zusammen:
- zugewanderte Ausländer: circa 43 %
- in Deutschland geborene Ausländer: circa 7,3 %
- Spätaussiedler: circa 10,9 %
- selbst zugewanderte und eingebürgerte Deutsche: circa 8,7 %
- Deutsche mit Migrationshintergrund, aber ohne eigene Migrationserfahrung: circa 28,2 %

#### Nach der geopolitischen Herkunft
Zugewanderte machten 2023 insgesamt etwa 64,5 % aller Menschen mit Migrationshintergrund aus.

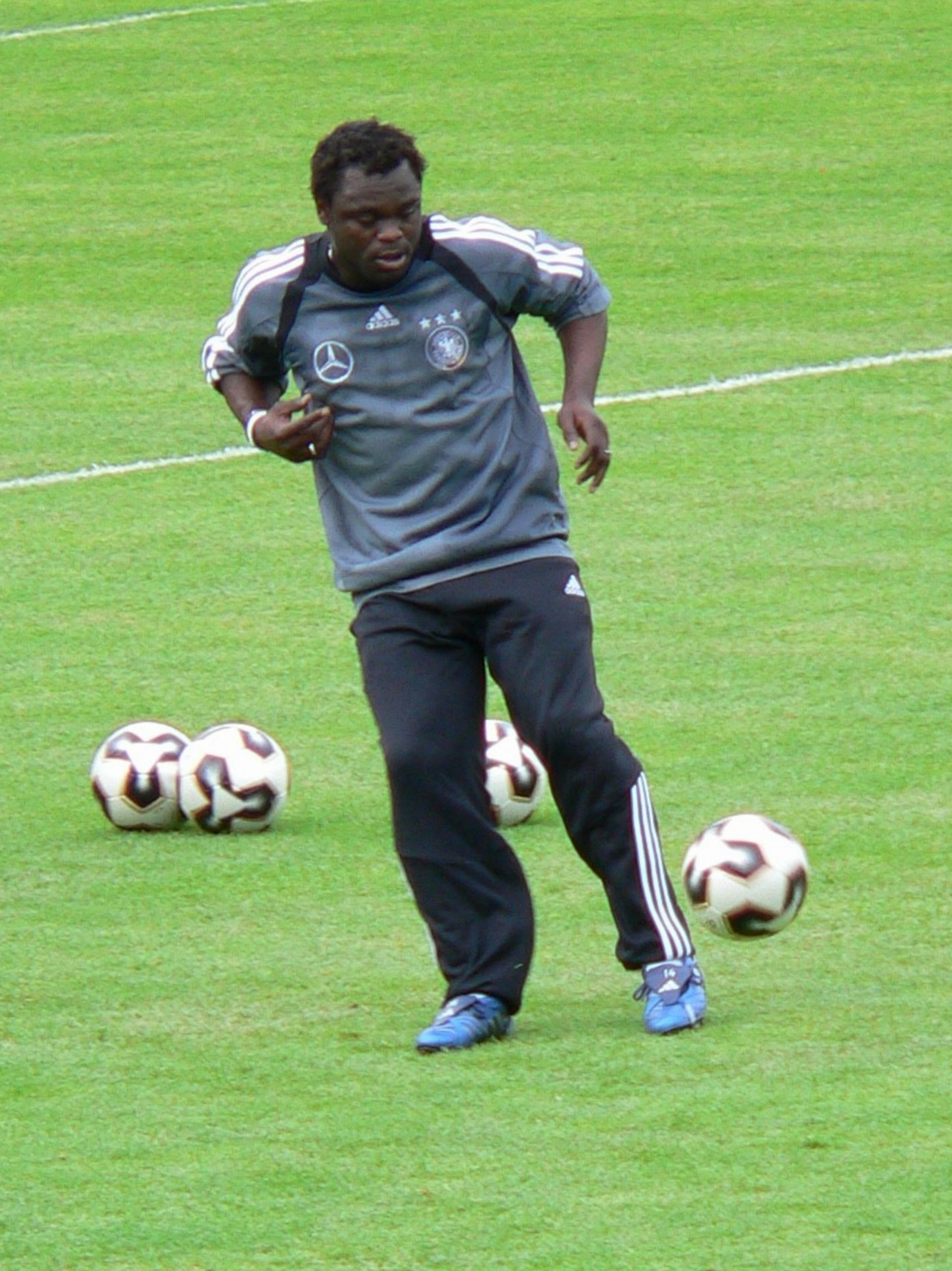
Gerald Asamoah, ein afrodeutscher Fußballnationalspieler, nahm 2005 an der Kampagne „Du bist Deutschland“ teil.

Europa ist für die Zuwanderung nach Deutschland quantitativ besonders bedeutsam. 30,4 % der Menschen mit Migrationshintergrund in Deutschland stammte 2023 aus einem anderen EU-Mitgliedsstaat, insgesamt 61,7 % aus einem anderen europäischen Land. Bezogen auf das eigene Geburtsland beziehungsweise das der Eltern waren die folgenden Länder am häufigsten vertreten:
- Türkei (11,7 %/2,9 Mio.)
- Polen (8,8 %/2,2 Mio.)
- Russland (5,4 %/1,4 Mio.)
- Kasachstan (5,3 %/1,3 Mio.)
- Syrien (5,1 %/1,3 Mio.)
- Rumänien (4,6 %/1,1 Mio.)
- Ukraine (4,2 %/1 Mio.)[55][58]

### Migrationshintergrund in deutschen Großstädten
In den Gemeinden mit 100.000 Einwohnern und mehr lag der durchschnittliche Anteil von Menschen mit Migrationshintergrund 2023 bei 39,6 Prozent.
Die Großstädte mit einer Bevölkerung mit Migrationshintergrund von mindestens 40 Prozent befinden sich hauptsächlich in Hessen, Baden-Württemberg, Bayern und Nordrhein-Westfalen. Den höchsten Anteil hat mit 66,5 Prozent Offenbach am Main, das direkt an Frankfurt grenzt und circa 135.000 Einwohner zählt (Stand 2023). Die Stadt Offenbach hatte zugleich 2021 mit 40,8 Jahren das zweitniedrigste Durchschnittsalter unter den deutschen Städten und Landkreisen. Frankfurt hatte 2023 unter den Großstädten ab 500.000 Einwohnern mit 57,0 Prozent den höchsten Prozentwert, gefolgt von Nürnberg mit 51,6 Prozent (2024) und München mit 49,5 Prozent (2024). In der Hauptstadt Berlin haben 40,3 Prozent der Einwohner einen Migrationshintergrund (2024).
| Großstadt             | Bundesland          | Prozent | Jahr | Quelle |
| --------------------- | ------------------- | ------- | ---- | ------ |
| Offenbach am Main     | Hessen              | 66,5    | 2023 | [ 61 ] |
| Pforzheim             | Baden-Württemberg   | 59,7    | 2023 | [ 62 ] |
| Heilbronn             | Baden-Württemberg   | 58,3    | 2023 | [ 63 ] |
| Salzgitter            | Niedersachsen       | 57,5    | 2022 | [ 64 ] |
| Frankfurt am Main     | Hessen              | 57,0    | 2023 | [ 65 ] |
| Ludwigshafen am Rhein | Rheinland-Pfalz     | 53,6    | 2022 | [ 66 ] |
| Nürnberg              | Bayern              | 51,6    | 2024 | [ 67 ] |
| Hanau                 | Hessen              | 50,0    | 2020 | [ 68 ] |
| Augsburg              | Bayern              | 49,9    | 2023 | [ 69 ] |
| Ingolstadt            | Bayern              | 49,5    | 2023 | [ 70 ] |
| München               | Bayern              | 49,5    | 2024 | [ 71 ] |
| Stuttgart             | Baden-Württemberg   | 48,7    | 2023 | [ 72 ] |
| Mannheim              | Baden-Württemberg   | 48,5    | 2023 | [ 73 ] |
| Hagen                 | Nordrhein-Westfalen | 47,2    | 2023 | [ 74 ] |
| Duisburg              | Nordrhein-Westfalen | 46,5    | 2023 | [ 75 ] |
| Darmstadt             | Hessen              | 45,5    | 2023 | [ 76 ] |
| Düsseldorf            | Nordrhein-Westfalen | 45,3    | 2023 | [ 77 ] |
| Ulm                   | Baden-Württemberg   | 45,1    | 2023 | [ 78 ] |
| Wuppertal             | Nordrhein-Westfalen | 45,5    | 2023 | [ 79 ] |
| Kassel                | Hessen              | 44,3    | 2023 | [ 80 ] |
| Fürth                 | Bayern              | 44,2    | 2022 | [ 81 ] |
| Bremen                | Bremen              | 44,0    | 2023 | [ 82 ] |
| Wolfsburg             | Niedersachsen       | 44,0    | 2024 | [ 83 ] |
| Reutlingen            | Baden-Württemberg   | 43,8    | 2022 | [ 84 ] |
| Wiesbaden             | Hessen              | 43,1    | 2023 | [ 85 ] |
| Remscheid             | Nordrhein-Westfalen | 42,8    | 2023 | [ 86 ] |
| Bielefeld             | Nordrhein-Westfalen | 42,6    | 2023 | [ 87 ] |
| Köln                  | Nordrhein-Westfalen | 42,4    | 2023 | [ 88 ] |
| Hannover              | Niedersachsen       | 42,2    | 2023 | [ 89 ] |
| Dortmund              | Nordrhein-Westfalen | 41,0    | 2023 | [ 90 ] |
| Hamm                  | Nordrhein-Westfalen | 40,6    | 2023 | [ 91 ] |
| Hamburg               | Hamburg             | 40,4    | 2023 | [ 92 ] |
| Berlin                | Berlin              | 40,3    | 2024 | [ 93 ] |

### Weitere statistische Aussagen

#### Nach Milieu
Das Sinus-Institut teilte 2018 Menschen mit Migrationshintergrund in zehn soziale Milieus ein, die sich in mehreren Punkten unterscheiden:
| Sinus-Migrantenmilieus                | Kurzbeschreibung | Bevölkerungsanteil 2018 (in %) |
| ------------------------------------- | --- | ------------------------------ |
| Statusbewusstes Milieu                | Aufstiegsorientiertes Milieu mit traditionellen Wurzeln, das durch Leistung und Zielstrebigkeit materiellen Wohlstand und soziale Anerkennung erreichen will, ohne seine Bezüge zur Herkunftskultur aufzugeben                            | 12 % (ca. 1,8 Mio.)            |
| Traditionelles Arbeitermilieu         | Das etablierte traditionelle Milieu der Arbeitsmigranten und Spätaussiedler, das nach materieller Sicherheit und Anerkennung strebt, das sich angepasst hat und ohne anzuecken seine (Familien-)Traditionen des Herkunftslandes pflegt    | 10 % (ca. 1,5 Mio.)            |
| Religiös-verwurzeltes Milieu          | Das archaische, patriarchalisch geprägte, sozial und kulturell isolierte Milieu, verhaftet in den vormodernen Mustern und religiösen Traditionen der Herkunftsregion, mit deutlichen Rückzugs- und Abschottungstendenzen                  | 6 % (ca. 0,9 Mio.)             |
| Prekäres Milieu                       | Die um Orientierung, Heimat / Identität und Teilhabe bemühte Unterschicht mit starken Zukunftsängsten, Ressentiments und einer oft fatalistischen Lebenseinstellung, die sich ausgeschlossen und benachteiligt fühlt                      | 7 % (ca. 1,1 Mio.)             |
| Konsum-Hedonistisches Milieu          | Das junge freizeitorientierte Unterschichtmilieu mit defizitärer Identität und Underdog-Bewusstsein, auf der Suche nach Spaß, Unterhaltung und Konsum, das sich Leistungs- und Anpassungserwartungen der Mehrheitsgesellschaft verweigert | 8 % (ca. 1,2 Mio.)             |
| Bürgerliche Mitte                     | Die leistungs- und anpassungsbereite Mitte der Migrantenpopulation, die sich mit den Verhältnissen im Aufnahmeland identifiziert, nach sozialer Akzeptanz und Zugehörigkeit strebt und harmonisch und abgesichert leben möchte            | 11 % (ca. 1,7 Mio.)            |
| Adaptiv-Pragmatisches Milieu          | Der optimistische, leistungs- und familienorientierte junge Mainstream mit Freude am technischen Fortschritt, pragmatisch-realistischen Zieldefinitionen und hoher Anpassungsbereitschaft                                                 | 11 % (ca. 1,7 Mio.)            |
| Experimentalistisches Milieu          | Das individualistische Milieu der spaß- und szeneorientierten Nonkonformisten mit ausgeprägter Experimentierfreude, Distanz zum Mainstream und Fokus auf dem Leben im Hier und Jetzt                                                      | 10 % (ca. 1,5 Mio.)            |
| Milieu der Performer                  | Die zielstrebigen multioptionalen, global denkenden Zukunftsoptimisten mit hoher Technik- und IT-Affinität, großem Selbstbewusstsein und gehobenen Stil- und Konsumansprüchen                                                             | 10 % (ca. 1,5 Mio.)            |
| Intellektuell-Kosmopolitisches Milieu | Die erfolgreiche, aufgeklärte Bildungselite mit liberaler und postmaterieller Grundhaltung, einem multikulturellen Selbstverständnis und vielfältigen intellektuellen Interessen                                                          | 13 % (ca. 2,0 Mio.)            |

#### Gesellschaftliche Stellung

##### Migrationshintergrund und Gesundheit
Menschen mit Migrationshintergrund in der lebenden Generation haben schlechtere Gesundheitschancen. Die Mütter- und Säuglingssterblichkeit ist erhöht, die Sterblichkeit von Säuglingen und Kleinkindern um 20 Prozent. Kleinkinder und Schulkinder sind durch Unfälle überdurchschnittlich stark gefährdet.
Die sozial-epidemiologische Forschung weist immer wieder darauf hin, dass eine besondere Belastung von Migranten auch in der 2. und 3. Generation nachweisbar sei.
2014 zeigte eine für Deutschland repräsentative Studie von Donath und Kollegen, dass in Deutschland lebende Jugendliche mit Migrationshintergrund ein signifikant höheres Risiko für Selbstmordversuche haben als ihre Mitschüler ohne Migrationshintergrund (Studie mit über 44.000 Jugendlichen der 9. Schulklasse in Deutschland).
Es zeigen sich auch negative gesundheitliche Auswirkungen selbstberichteter Diskriminierungserfahrungen bei Personen mit Migrationshintergrund.
Inwieweit Migrationshintergrund einen medizinischen Risikofaktor für gesundheitsgefährdenden Substanzkonsum darstellt, muss differenziert betrachtet werden.
Es konnte gezeigt werden, dass Jugendliche mit Migrationshintergrund beispielsweise seltener binge drinking (Rauschtrinken) betreiben als Jugendliche ohne Migrationshintergrund.
Eine repräsentative Studie von 2016 zeigt ebenso, dass Jugendliche mit Migrationshintergrund signifikant seltener Alkohol trinken im Vergleich zu Jugendlichen ohne Migrationshintergrund. Jedoch wiesen sie einen signifikant früheren und höheren Konsum von Tabak und Cannabis auf als Jugendliche ohne Migrationshintergrund. Dies galt sowohl für Jungen als für Mädchen.
In einer Untersuchung von durchschnittlich 15 Jahre alten Jugendlichen mit Migrationshintergrund zeigte sich, dass die Wahrscheinlichkeit für Rauschtrinken mit der Art des geplanten Schulabschlusses, mit der Unabhängigkeit der Familie von staatlicher finanzieller Unterstützung und mit Assimilation des Jugendlichen im aktuellen (neuen) Land positiv zusammenhing. Das Risiko für Rauschtrinken bei Jugendlichen mit Migrationshintergrund war geringer, wenn bei ihnen bzw. ihren Familien Einstellungen zu Segregation vom aktuellen Aufenthaltsland bevorzugt wurden und starkes Festhalten an den Traditionen des Herkunftslands bestand.

#### Migrationshintergrund und schulische Erfolge

##### Schulische Erfolge
2014 hatten 30,0 % der Bevölkerung mit Migrationshintergrund Abitur oder Fachhochschulreife, verglichen mit 28,5 % der Bevölkerung ohne Migrationshintergrund. Zugleich verfügen 46,5 % von ihnen über keinen beruflichen Bildungsabschluss, verglichen mit 21,2 % der Bevölkerung ohne Migrationshintergrund.
Eine OECD-Studie aus dem Jahr 2018 untersuchte, wie viele Prozent der Schüler (mit und ohne Migrationshintergrund) jeweils Grundkenntnisse in den Fachbereichen Naturwissenschaften, Lesen und Mathematik besitzen. Es zeigte sich, dass Schüler mit Migrationshintergrund sowohl in der ersten als auch in der zweiten Einwanderergeneration signifikant schlechter als Schüler ohne Migrationshintergrund abschnitten. Auffallend stark (mehr als 30 Prozentpunkte Unterschied) war die Differenz in Finnland, Österreich, Belgien, Dänemark, Frankreich, Schweden und in Deutschland.
Gesemann zeigte im Jahr 2006, dass in Deutschland ausländische Schüler lediglich zu 33,9 % eine weiterführende Schulform (Realschule, Gymnasium) besuchen, während dieser Anteil bei deutschen Schülern bei 60,8 % liegt. Die Anteile der männlichen Schüler nichtdeutscher Staatsangehörigkeit, die aus muslimisch geprägten Ländern stammen und eine Realschule oder Gymnasium besuchen, variiert stark und reicht von 50,2 Prozent (Iraner) bis zu 12,7 Prozent (Libanesen). Stark unterdurchschnittlich war der Schulbesuch in weiterführenden Schulen auch in der Gruppe der Türken (26 %), die mit 43,1 % die größte Gruppe unter den ausländischen Schülern darstellte.
Thränhardt bezeichnet im Jahr 2002 Aussagen über Schüler mit Migrationshintergrund als „wenig trennscharf und aussagekräftig“. Es gibt sowohl Gruppen, die sehr gut im deutschen Schulsystem abschneiden, als auch solche, die sehr schlecht abschneiden. Am wenigsten Schulerfolg haben die Gruppen der Staatsangehörigen Italiens und der Türkei: neben einer hohen Zahl an Schulabbrechern finden sich in beiden Gruppen auch eine besonders große Gruppe ohne Ausbildung auch wenn ein Schulabschluss erreicht wurde (56,1 % der Türken und 50,3 % der Italiener im Verhältnis zu 9,3 % der Deutschen). Der Großteil der Schüler in diesen beiden Gruppen ist darüber hinaus in der Hauptschule zu finden, nur kleinere Prozentsätze besuchen Gymnasien und Realschulen.
Unter Schülern mit spanischer, russischer, polnischer, kroatischer und auch bosnischer Zugehörigkeit dagegen finden sich viele Realschüler und Gymnasiasten. Sie erzielen ähnliche schulische Erfolge wie die deutschen Schüler. Ebenso liegt seit Jahren die Gymnasialquote von Schülern vietnamesischer Herkunft über dem Durchschnitt, wie die Studien von Beuchling gezeigt haben.
Bei Kindern mit ex-jugoslawischem Hintergrund liegen die schulischen Leistungen im deutlich besseren Bereich als bei ihren türkischen und italienischen Mitschülern, jedoch nicht so gut wie bei Aussiedlern und deutschen Schülern (siehe Tabellen).
Kinder mit griechischem Migrationshintergrund gehen statistisch gesehen sogar häufiger auf das Gymnasium als Deutsche. Keine andere Einwanderergruppe in Deutschland hat in der Schule mehr Erfolg als die Vietnamesen: Über 50 Prozent ihrer Schüler schaffen den Sprung auf das Gymnasium. Damit streben prozentual mehr vietnamesische Jugendliche zum Abitur als deutsche.
Laut Cornelia Kristen (2002) erhalten Schüler aus einigen Migrantengruppen trotz gleicher Leistungen schlechtere Schulnoten. Diese führen dazu, dass sie schlechtere Schulen besuchen müssen.
Die Noten sind der wichtigste Faktor für die besuchte Schulform, jedoch nicht der einzige. Kinder deutscher Nationalität besuchen auch bei gleich schlechten Noten seltener die Hauptschule als Migrantenkinder – unterschieden wurde nach türkischer, italienischer, jugoslawischer, Aussiedler- oder „sonstiger“ Nationalität. Migrantenkinder gehen stattdessen häufiger zur Realschule. Beim Übergang auf das Gymnasium gibt es jedoch keinen Effekt der Nationalität mehr, wenn man die Noten kontrolliert. Migrantenkinder haben vor allem dann schlechte Chancen auf ein Gymnasium oder eine Realschule zu gehen, wenn sie eine Schule mit vielen anderen Migrantenkinder besuchen. Auf solchen Schulen zeigen sie schlechtere Leistungen und erreichen schlechtere Noten als auf sozial heterogeneren Schulen. Dieses Ergebnis gewinnt angesichts der ausgeprägten ethnischen Segregationstendenzen im deutschen Grundschulsystem eine besondere Bedeutung. Denn gerade in segregierten Schulsystemen gelangen Migrantenkinder besonders häufig in Grundschulklassen, deren Schülerschaft relativ leistungshomogen auf niedrigem Niveau zusammengesetzt ist.
In Deutschland und Österreich fördert das Stipendienprogramm Start ausgewählte Jugendliche mit Migrationshintergrund, die gute bis sehr gute Schulleistungen erbringen und sich gesellschaftlich engagieren, wobei für die Stipendiatenauswahl auch eine schwierige familiäre, wirtschaftliche oder persönliche Lage berücksichtigt wird.

##### Unterschiedliche schulische Erfolge in Ost- und Westdeutschland
In allen ostdeutschen Bundesländern gibt es unter ausländischen Jugendlichen mehr Abiturienten und weniger Sonderschüler als in allen Westländern. In Brandenburg verlassen sogar 44 Prozent aller ausländischen Jugendlichen die Schule mit dem Abitur. Damit gibt es in Brandenburg sogar mehr Abiturienten unter Zuwanderern als unter Deutschen.
Es gibt frühzeitige Förderprogramme (besonders für Spätaussiedler) und flächendeckend Kindergärten.

##### Ergebnisse der PISA-Studie
Mit der Sonderstudie Where Immigrant Students Succeed – a comparative Review of Performance and Engagement from PISA 2003 (deutscher Titel: Wo haben Schüler mit Migrationshintergrund die größten Erfolgschancen? – Eine vergleichende Analyse von Leistung und Engagement in PISA 2003) wurde ermittelt, ob Migrantenkinder im Schulsystem ebenso erfolgreich sind wie Schüler ohne Migrationshintergrund.
Ein erstes Ergebnis war, dass kein ausschlaggebender Zusammenhang zwischen dem Umfang der Schüler mit Migrationshintergrund in den Beispielländern einerseits und dem Umfang der beobachteten Leistungsunterschiede zwischen Schülern mit versus Schülern ohne Migrationshintergrund andererseits besteht. Dies widerlege die Annahme, wonach sich ein hoher Anteil von Schülern mit Migrationshintergrund negativ auf die Integration auswirke.
Im Ländervergleich dieser Studie ist Deutschland das Schlusslicht bei der Integration von Migrantenkindern der zweiten Generation. Obschon den Migrantenkindern von der Studie Lernbereitschaft und eine positive Einstellung attestiert wurde, sind ihre Erfolgschancen im deutschen Bildungssystem geringer als in jedem anderen der 17 untersuchten Staaten:
- Im Durchschnitt liegen Migrantenkinder gegenüber Kindern ohne Migrationshintergrund um 48 Punkte zurück; in Deutschland jedoch um 70 Punkte. Am größten sind die Unterschiede in den Naturwissenschaften, am geringsten in der Lesekompetenz.[113]
- Während in fast allen anderen teilnehmenden Staaten in der zweiten Generation die Migrantenkinder höhere Leistungspunktzahlen erreichen, sinken diese in Deutschland noch einmal extrem: Migrantenkinder der zweiten Generation liegen hinter ihren Mitschülern rund zwei Jahre zurück. Über 40 % erreichen von ihnen nicht die Grundkenntnisse der Leistungsstufe 2 in Mathematik und schneiden auch in der Lesekompetenz ähnlich schlecht ab.

Detailliertere, auf die „PISA 2000“-Untersuchung aufbauende Studien zeigen, dass im Ergebnis nicht die Herkunft als solche, sondern (neben der im Elternhaus gesprochenen Sprache [Esser 2001; Kristen 2002]) das Ausbildungsniveau der Eltern, insbesondere der Mutter, über den Bildungserfolg entscheidet – ein Zusammenhang, der gleichermaßen auch für die Schüler ohne Migrationshintergrund festgestellt wurde.
|                                                                                            | Schüler ohne Migrationshintergrund | Schüler der ersten Generation * | Schüler der zweiten Generation ** |
| ------------------------------------------------------------------------------------------ | ---------------------------------- | ------------------------------- | --------------------------------- |
| OECD-Durchschnitt                                                                          | 523                                | 475                             | 483                               |
| Deutschland                                                                                | 525                                | 454                             | 432                               |
| * im Ausland geboren, ausländische Eltern ** im Erhebungsland geboren, ausländische Eltern |                                    |                                 |                                   |

Dass Jugendliche, die selbst zugewandert sind, nach dieser Tabelle bessere Ergebnisse erzielen als Jugendliche der zweiten Generation, wäre allerdings ein statistischer Fehlschluss. Denn die Familien der in Deutschland geborenen Schüler mit Migrationshintergrund Herkunft haben größtenteils einen türkischen Hintergrund und diese schneiden bei PISA besonders schlecht ab. Bei den Jugendlichen, die selbst zugewandert sind, sind Jugendliche aus Aussiedlerfamilien stärker repräsentiert. Diese sind meistens leistungsstärker. Man kann also nicht sagen, dass sich in Deutschland über die Generationen hinweg die Lage verschlechtert. Im Gegenteil: Innerhalb der einzelnen Herkunftsgruppen scheint die Bildungssituation von Generation zu Generation besser zu werden.
Für jedes einzelne Herkunftsland gilt, dass in Deutschland geborene Jugendliche (also Schüler der zweiten Generation) bessere Ergebnisse erzielen als Jugendliche, die im Ausland geboren wurden (also Schüler der ersten Generation). Beispielhaft sei das für den Fall der Jugendlichen aus dem ehemaligen Jugoslawien und der Türkei für den Bereich Mathematik gezeigt. Es gilt in ähnlicher Weise für andere Herkunftsgruppen und die Bereiche Naturwissenschaften und Lesekompetenzen:
| Herkunft der Familie   | Migrationsstatus       | Leistungspunkte in Mathematik |
| ---------------------- | ---------------------- | ----------------------------- |
| ehemaliges Jugoslawien | in Deutschland geboren | 472                           |
| ehemaliges Jugoslawien | zugewandert            | 420                           |
| Türkei                 | in Deutschland geboren | 411                           |
| Türkei                 | zugewandert            | 382                           |

Effekte sprachlastiger Testaufgaben
Es wäre möglich, dass das schlechte Abschneiden der Jugendlichen mit Migrationshintergrund bei PISA ein Ergebnis sprachlastiger Testaufgaben ist. Die Aufgaben bei PISA unterschieden sich hinsichtlich ihrer Sprachlastigkeit. Insbesondere Aufgaben, die technische Fähigkeiten messen, kommen mit minimalen sprachlichen Instruktionen aus, während andere mehr Text benötigen.
Es wurde überprüft, ob Schüler mit Migrationshintergrund weniger sprachlastige Aufgaben besser lösten. Das war nicht der Fall. Stattdessen deutet sich das Gegenteil an: Schüler mit Migrationshintergrund schneiden bei sprachlastigen Aufgaben etwas besser ab als bei relativ sprachfreien. Die Gründe dafür sind ungeklärt. Es wird deutlich, dass die niedrige mittlere Kompetenz der Schüler mit Migrationshintergrund nicht durch schlechtere Ergebnisse in sprachabhängigen Teilkompetenzen bedingt ist.

#### Migrationshintergrund und Integration in den Arbeitsmarkt
Seit Januar 2005 agiert das Netzwerk Integration durch Qualifizierung bundesweit, um die Integration in den Arbeitsmarkt für Menschen mit Migrationshintergrund zu verbessern. Seit Januar 2011 gibt es dazu ein Förderprogramm, das Strukturen und Prozessketten schafft und fördert, um die Integration in den Arbeitsmarkt zu verbessern.
Diverse Studien und Versuche belegen, dass Bewerbungen von Person deren Name auf einen Migrationshintergrund hindeuten – insbesondere bei arabisch klingenden Namen – bei gleicher Eignung seltener berücksichtigt werden.
Nach Beginn der Erhebung zum Migrationshintergrund (HEGA 07/2011-07) machte die Bundesagentur für Arbeit (BA) bekannt, dass sie verpflichtet ist, den Migrationshintergrund zu erheben und ihn in ihren Arbeitsmarkt- und Grundsicherungsstatistiken zu berücksichtigen (§ 281 Absatz 2 SGB III, § 53 Absatz 7 Satz 1 SGB II). Die Beantwortung der Fragen ist freiwillig. Die Daten werden in der zentralen Personendatenverwaltung (zPDV) eingegeben und dürfen nur für statistische Zwecke verwendet werden. Einzelheiten des Verfahrens sind in der Migrationshintergrund-Erhebungsverordnung (MighEV).

## Österreich
Die Definition der Personen mit Migrationshintergrund entspricht in Österreich jener der von der Wirtschaftskommission für Europa (UNECE) herausgegebenen Recommendations for the 2010 censuses of population and housing. Demnach bezeichnet man in Österreich Personen mit Migrationshintergrund als solche, wenn beide Elternteile im Ausland geboren wurden. Darüber hinaus wird differenziert zwischen:
- Migranten der ersten Generation, deren eigener Geburtsort wie jener beider Elternteile im Ausland liegt.
- Migranten der zweiten Generation, deren eigener Geburtsort in Österreich liegt und jener beider Elternteile im Ausland.[118]

Der Migrationshintergrund nach dieser Definition kann erst seit dem Jahr 2008 mithilfe der Mikrozensus-Arbeitskräfteerhebung dargestellt werden. Demnach hatten im Jahr 2008 in Österreich 1,426 Millionen Menschen bzw. 17,4 % der österreichischen Bevölkerung Migrationshintergrund – also zwei im Ausland geborene Eltern. 1,063 Mio. davon wurden selbst im Ausland geboren und entsprechen damit den Personen mit Migrationshintergrund der ersten Generation. Die verbleibenden 363.300 Personen der zweiten Generation wurden bereits in Österreich geboren, der Geburtsort beider Elternteile liegt jedoch im Ausland. Im Jahresdurchschnitt 2019 lag die Zahl der in Österreich lebenden Menschen mit Migrationshintergrund bei 2,070 Mio. (23,7 % der Bevölkerung), davon 1,528 Mio. Zuwanderer der ersten Generation sowie rund 542.000 Personen mit Migrationshintergrund der zweiten Generation.
Insgesamt waren 2019 nur rund 36 % der in Österreich lebenden Menschen mit Migrationshintergrund im Besitz der österreichischen Staatsbürgerschaft – bei den Angehörigen der ersten Generation lag der Anteil bei 27 % und bei jenen der zweiten Generation bei 63 %. Über dem bundesweiten Durchschnitt von 27,2 % lag der Anteil der Personen mit Migrationshintergrund im Jahr 2022 nur in der Bundeshauptstadt Wien mit 50,3 % sowie in Vorarlberg mit 29,1 %.
| Bundesland       | Bevölkerung in Privathaushalten | Anteil der Bevölkerung mit Migrationshintergrund (in %) |
| ---------------- | ------------------------------- | ------------------------------------------------------- |
| Wien             | 1.953.300                       | 50,3                                                    |
| Vorarlberg       | 403.200                         | 29,1                                                    |
| Salzburg         | 560.200                         | 26,5                                                    |
| Tirol            | 760.800                         | 24,5                                                    |
| Oberösterreich   | 1.505.200                       | 22,5                                                    |
| Niederösterreich | 1.701.800                       | 18,3                                                    |
| Steiermark       | 1.247.000                       | 18,1                                                    |
| Kärnten          | 560.300                         | 16,4                                                    |
| Burgenland       | 297.500                         | 15,5                                                    |

## Schweiz
Als eine Person mit Migrationshintergrund wird gemäß Bundesamt für Statistik (BFS) eine Person – unabhängig ihrer Staatsangehörigkeit – definiert,
- die in die Schweiz als Migrant eingewandert ist;
- deren unmittelbare (direkte) Nachkommen in der Schweiz geboren wurden;
- deren Eltern im Ausland geboren wurden.

Von den circa 8,1 Millionen Einwohnern hat das Bundesamt für Statistik folgende Daten zum Migrationsstatus – jedoch nur bei Einwohnern ab 15 Jahren – erhoben: In der gesamten Schweiz weisen 2.374.000 Einwohner (35 Prozent) einen Migrationshintergrund auf.
Kinder von Migranten, die in der Schweiz geboren wurden, werden dort als Secondos bezeichnet.
Am 12. Februar 2017 wurde in einem Volksentscheid der „Bundesbeschluss vom 30. September 2016 über die erleichterte Einbürgerung von Personen der dritten Ausländergeneration“ angenommen. Der Beschluss soll in der Schweiz geborenen Enkeln von Einwanderern eine erleichterte Einbürgerung ermöglichen.

## Andere Länder
Die Erfassung des Migrationshintergrunds oder anderer vergleichbarer statistischer bzw. soziodemografischer Kategorien ist weltweit sowohl hinsichtlich der Datenerhebung als auch der Zusammenfassung von im In- und Ausland geborenen Bevölkerungsteilen unterschiedlich. Der Begriff wird seitens der EU mit migratory background ins Englische übersetzt, wird jedoch in den anglophonen Staaten nicht gemäß dieser Definition verwendet.

In den USA und Kanada wird die Bevölkerung hinsichtlich der Zuwanderungsgeneration erfasst. Als first generation (oder foreign born) werden Einwanderer erfasst, deren Elternteile beide keine Staatsbürgerschaft des Ziellandes besitzen; als second generation jene, die im Inland geboren sind und mindestens einen selbst zugewanderten Elternteil vorweisen. Die third generation betrifft Personen, die im Inland geboren sind und deren Eltern beide ebenfalls dort geboren wurden.

In Großbritannien wird statistisch die Kategorie Einwanderer (migrant) verwendet. In Großbritannien geborene Kinder von Migranten gelten selbst nicht als Migranten. Zudem werden – anders als in Deutschland – ethnische Gruppen (ethnic groups) erfasst.

Ähnlich verhält es sich in Polen, wo Einwanderer (przybysze) sowie Angehörige nationaler oder ethnischer Minderheiten erfasst werden.

In Frankreich werden statistisch Ausländer (étranger), Einwanderer (immigré, zu denen Ausländer und Eingebürgerte zählen), sowie gelegentlich Kinder von Einwanderern (descendants d’immigrés) erfasst. Zu letzteren zählen Kinder mit mindestens einem eingewanderten Elternteil.

In den Niederlanden werden seit 1995 Personen als autochthon, allochthon aus westlichen Herkunftsländern (dazu zählen Europa, Nordamerika, Ozeanien, Japan und Indonesien) sowie allochthon aus nicht-westlichen Herkunftsländern erfasst. Für die Kategorisierung als allochthon spielt das Geburtsland der Eltern- und Großelterngeneration eine Rolle. 2016 sprach der Wissenschaftsrat der niederländischen Regierung die Empfehlung aus, von „Einwohnern mit Migrationshintergrund“ (inwoners met migratieachtergrond) und „Einwohnern mit niederländischem Hintergrund“ (inwoners met nederlandse achtergrond) zu sprechen.

In Schweden wird ein ausländischer Hintergrund (utländsk bakgrund) bei Personen erfasst, deren Eltern beide im Ausland geboren sind, also auch bei in Schweden geborenen Personen. Personen, von denen ein Elternteil im In- und eines im Ausland geboren ist, haben keinen ausländischen Hintergrund. Zudem werden im Ausland Geborene (utrikes födda) gezählt. Personen, die im Ausland geboren wurden und schwedische Eltern haben zählen nicht als Einwanderer.

## Kontroverse
Die Kategorie Migrationshintergrund markiert Menschen, die durch ihre Migrationsgeschichte oder die ihrer Familie nicht der unhinterfragten Norm entsprechen. Von ihnen wird erwartet, dass sie sich in die Mehrheitsgesellschaft integrieren, Menschen ohne Migrationshintergrund müssen das nicht. Dadurch perpetuiert die Kategorie die Exklusion der als Migranten gekennzeichneten Menschen. Es wird der Eindruck erweckt, als ob Differenz nicht für jede Gesellschaft konstitutiv wäre, sondern wird nur „den Anderen“ (Othering) zugeschrieben, nämlich den Menschen mit Migrationshintergrund. Aus diesem Grund kritisieren Sozialwissenschaftler und Betroffene den Begriff und empfehlen, auf ihn zu verzichten. Der deutsche Ethnologe Martin Sökefeld dagegen verweist darauf, dass die Kategorie dazu geschaffen wurde, Diskriminierungen zu erkennen und ihnen mit Fördermaßnahmen entgegenzuwirken. Eine Abschaffung der Kategorie würde die real existierenden Diskriminierungen nicht beseitigen. Er plädiert deshalb dafür, sie zu problematisieren, und sie reflektiert weiter zu verwenden. Nur so könne das Ziel erreicht werden, den Sprachgebrauch möglichst wenig essenzialistisch und ausgrenzend zu gestalten.